# Nicolae Tonitza

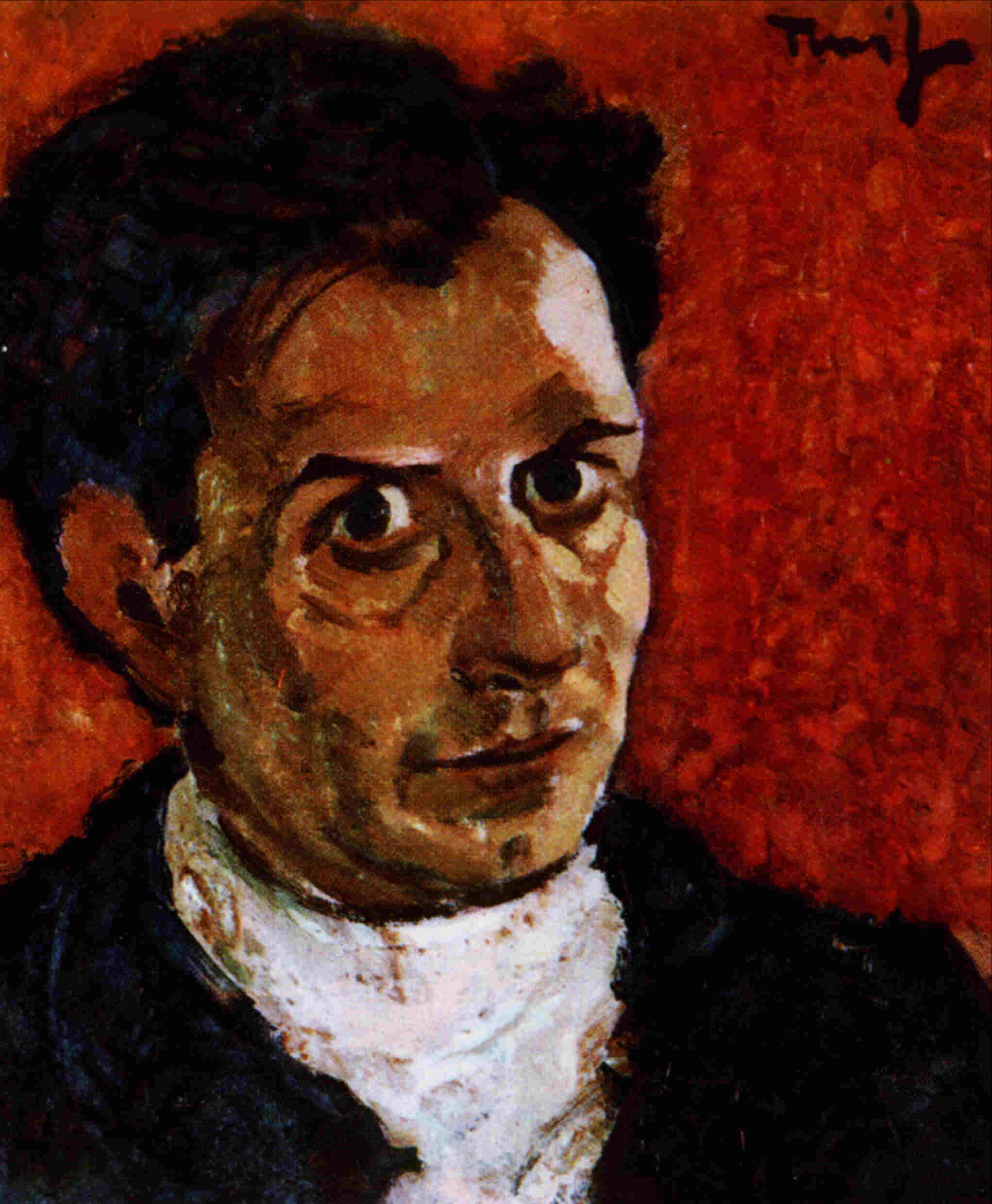
Selbstporträt 1923

Nicolae Tonitza (* 13. April 1886 in Bârlad; † 26. Februar 1940 in Bukarest) war ein rumänischer Maler, Illustrator, Lithograf und Karikaturist.
Geboren als das erste von fünf Kindern von Anastasia und Neculai Toniță, kam er 1902 aus Bârlad nach Iași und begann sein Studium an der dortigen Kunstakademie bei Gheorghe Popovici und Emanoil Bardasare. Im Jahre 1903 besuchte er Italien.
Am 4. November 1908 begann er sein Studium an der Königlichen Akademie der Künste München bei Hugo von Habermann.
Im Sommer 1909 besuchte er wieder Italien und im Herbst Frankreich, wo er zwei Jahre lang in Paris blieb. Er malte Landschaften, Porträts und Kompositionen, die er in seinem Atelier in Montparnasse ausstellte.
Im Jahr 1911 kehrte er nach Rumänien zurück, zuerst nach Bârlad und später nach Iași, wo er in der Militärhochschule Zeichnung unterrichtete.
1912 beendete er sein Studium an der Kunstakademie Iași. Tonitza heiratete im Jahr 1913 Ecaterina Climescu und wurde Vater von Peter und Catrina. Einige Jahre lang war er in Iași als Journalist tätig.
Im Jahre 1916 zeigte er in Bukarest 94 Gemälde und Zeichnungen, gemeinsam mit Ștefan Dimitrescu.
Mobilisiert und an die Front geschickt kam er in ein Gefangenenlager in Bulgarien.
Nach dem Krieg wurde er Mitarbeiter der sozialistischen Presse. 1921 schuf er einige Entwürfe keramischer Erzeugnisse. 1922 reiste er nach Transsylvanien, wo er den Maler und Bildhauer Aurel Popp traf; die Künstler wurden bald Freunde.
1924 zeigte Tonitza seine Werke auf der Biennale in Venedig. 1925 verließ er den Verein Rumänischer Künstler und gründete mit Francisc Șirato, Oscar Han und Ștefan Dimitrescu  die „Gruppe der Vier“, die bis 1934 mehrere Ausstellungen veranstaltete.
Nach dem Tod von Stefan Dimitrescu 1933 bekleidete er den Lehrstuhl an der Akademie Iași und wurde 1937 deren Rektor.
Tonitzas Malerei war zuerst vom Münchner Akademismus beeinflusst, nach dem Pariser Aufenthalt war die Wende zum Impressionismus und Post-Impressionismus, endlich zum Expressionismus sichtbar.